# 아일랜드 기근 (1740-1741년)
아일랜드 기근 (1740-1741)은 추위와 감자역병으로 인하여 아일랜드 왕국에서 일어난 기근이다. 이보다 더 잘 알려져 있는 아일랜드 대기근과 비슷한 양상을 띈다. 아일랜드어로는 "Bliain an Áir"이라고 하는데, 이는 "학살의 해"라는 뜻이다. 이 기근은 1840년대의 기근과 똑같지는 않지만, 감자가 오오마이세트(난균)에 의해 감염되었고, 그와 함께 과거부터 여러해동안 정부의 심한 통제와 극심한 추위, 비가오는 날씨가 계속되었으며, 흉년도 함께했다. 기근은 치명적인 역병과 함께했다. 극심한 추위가 유럽을 가로지르며 확장되었으며, 이것은 1400-1800까지 마지막 소빙기의 기간이기도 했다.

## 원인
10여년간의 상대적으로 온건한 겨울이후, "대혹한"이 1739년 12월부터 1741년 9월까지 아일랜드와 나머지 유럽을 강타함으로써 극심한 기후의 충격이 일어났다. 이러한 대혹한의 원인은 아직 알려져있지 않다. 일반적으로 이러한 현상의 연관성은 주로 기후변화와 기근, 전염병 확산, 경제, 에너지 자원, 그리고 정치이다.

## 참조
1. ↑  헨리 홉하우스 <역사를 바꾼 씨앗 5가지> 세종서적 1997년 p367
2. ↑  Dickson, David (1997). 《Arctic Ireland: The Extraordinary Story of the Great Frost and Forgotten Famine of 1740-41》. Belfast: White Row Press Ltd. ISBN 978-1-870132-85-5.